# Свята та пам'ятні дні Азербайджану
Свята та пам'ятні дні Азербайджану — офіційно встановлені в Азербайджанській Республіці святкові дні, професійні свята та пам'ятні дні.

## Національні свята
|  | — святкові (неробочі) дні |
|  | — робочі дні              |

|                 | 1 січня                 | Новий рік                                             |
|                 | 8 березня               | Міжнародний жіночий день                              |
|                 | 20 березня — 24 березня | Новруз Байрами                                        |
|                 | 9 травня                | День Перемоги                                         |
|                 | 28 травня               | День Республіки                                       |
|                 | 15 червня               | День національного порятунку азербайджанського народу |
|                 | 26 червня               | День збройних сил Азербайджану                        |
|                 | 18 жовтня               | День Державної Незалежності                           |
|                 | 8 листопада             | День перемоги                                         |
|                 | 9 листопада             | День державного прапора                               |
|                 | 12 листопада            | День Конституції                                      |
|                 | 17 листопада            | День національного відродження                        |
|                 | 31 грудня               | День солідарності азербайджанців усього світу         |
| Релігійні свята |                         |                                                       |
|                 | -                       | Гурбан Байрами (два дні)                              |
|                 | -                       | Рамазан Байрами (два дні)                             |

З кінця 2005 року застосовується правило перенесення вихідних днів у разі випадіння державного чи релігійного свята - неробочого дня з вихідними (субота, неділя) чи двох свят - наступний день автоматично стає вихідним. Правило нечинне лише для скорботного дня 20 січня. Так, першим компенсованим вихідним стало 3 січня 2006 року, оскільки державне свято 31 грудня було у суботу. Рівно за рік на 31 грудня припало два свята і це була неділя, тож вихідними стали 3 і 4 січня 2007. 1 січня (понеділок) також було два свята, тож вихідним стало і 5 січня. Це спричинило період безперервного відпочинку з 30 грудня 2006 по 7 січня 2007.
Урядом також можуть бути перенесені робочі дня для тривалішого періоду відпочинку, у такому разі один чи два дні, що розділяють два свята чи свято і тижневі вихідні, оголошуються вихідними, а відповідна кількість субот/неділь у найближчі тижні - робочими.

## Інше
|  | Дата    |       |
|  | ------- | ----- |
|  | Грудень | Ашура |

### Інші свята та пам'ятні дні
|  | Дата         | Назва свята /пам'ятної дати                                                    |
|  | ------------ | ------------------------------------------------------------------------------ |
|  | 6 грудня     | День працівників міністерства зв'язку та інформаційних технологій Азербайджану |
|  | 20 січня     | День всенародної скорботи                                                      |
|  | 30 січня     | День працівників Азербайджанської митниці                                      |
|  | 2 лютого     | День молоді Азербайджану                                                       |
|  | 11 лютого    | День працівників податкової служби Азербайджану                                |
|  | 26 лютого    | День пам'яті жертв Ходжалинська різня                                          |
|  | 5 березня    | День фізичної культури і спорту в Азербайджані                                 |
|  | 28 березня   | День національної безпеки Азербайджану                                         |
|  | 31 березня   | День геноциду азербайджанців                                                   |
|  | 23 березня   | День працівників Міністерства екології та природних ресурсів Азербайджану      |
|  | 10 квітня    | День будівельника Азербайджану.                                                |
|  | 10 травня    | Свято квітів в Азербайджані                                                    |
|  | 2 червня     | День працівників цивільної авіації Азербайджану                                |
|  | 5 червня     | День меліоратора Азербайджану                                                  |
|  | 18 червня    | День прав людини в Азербайджані                                                |
|  | 20 червня    | День працівників газового господарства Азербайджану                            |
|  | 2 липня      | День працівників поліції Азербайджану                                          |
|  | 9 липня      | День співробітників органів дипломатичної служби Азербайджану                  |
|  | 22 липня     | День національної преси Азербайджану                                           |
|  | 1 серпня     | День азербайджанського алфавіту і мови                                         |
|  | 2 серпня     | День національного кіно Азербайджану                                           |
|  | 15 вересня   | День знань                                                                     |
|  | 18 вересня   | День національної музики                                                       |
|  | 20 вересня   | День нафтовиків Азербайджану                                                   |
|  | 1 жовтня     | День працівників прокуратури Азербайджану                                      |
|  | 13 жовтня    | День працівників азербайджанської залізниці                                    |
|  | 8 листопада  | День працівників Бакинського метрополітену                                     |
|  | 22 листопада | День працівників юстиції Азербайджану                                          |
|  | 6 грудня     | День працівників Міністерства зв'язку та інформаційних технологій Азербайджану |
|  | 16 грудня    | День працівників МНС Азербайджану                                              |

## Джерело
- www.calend.ru [Архівовано 16 грудня 2008 у Wayback Machine.] (рос.)